# Cušimský průliv
Cušimský průliv (japonsky 対馬海峡, Cušima kaikjó) je označení pro tu část Korejského průlivu spojujícího Východočínské moře a Japonské moře, která leží východně od Cušimy. Na severovýchodě a východě sousedí s ostrovem Honšú, na jihu a jihovýchodě s ostrovem Kjúšú a souostrovím Gotó. Mezi ostrovy Kjúšú a Honšú na východě je Cušimský průliv spojen průlivem Kanmon s Vnitřním mořem. Cušimský průliv je dlouhý zhruba 100 kilometrů a v nejužším místě široký 65 kilometrů. Jeho hloubka je kolem 90 metrů.
Největším ostrovem uprostřed průlivu je Iki ležící v jeho jižní části, dalším významným je ostrůvek Okinošima v severní části.